# K 67
K 67 war ein Konzeptfahrzeug und nach dem Berkeley Sports und dem Lotus Elite das dritte Auto mit einer selbsttragenden Karosserie aus Kunststoff.
Das K 67 wurde 1967 auf der Kunststoffmesse K in Düsseldorf vorgestellt. Es wurde von dem Designer Hans Gugelot entworfen und federführend von BMW und der Bayer AG in Zusammenarbeit mit der Waggon- und Maschinenbau GmbH Donauwörth und Messerschmitt-Bölkow-Blohm produziert.
Die Kotflügel und die Motorhaube waren aus glasfaserverstärktem Polyurethan, der Benzintank bestand aus Polyamid. Auch die Instrumententafel und die Mittelkonsole wurden aus Polyurethan hergestellt.
Die selbsttragende Bodengruppe bestand ebenfalls aus Kunststoff. Sie war in Sandwichbauweise aus glasfaserverstärktem Epoxidharz mit Hartschaumkern hergestellt. Das Fahrzeug hatte einen BMW-Motor aus dem BMW 1600ti mit 105 PS. Durch die gute Aerodynamik war der K67 aber 15 km/h schneller als der BMW 1600ti, er erreichte eine Höchstgeschwindigkeit von 190 km/h.
Von dem Auto wurden nur 5 Stück gebaut, von denen noch zwei existieren. Eines steht im Deutschen Museum in München, das andere ist im Besitz der Covestro AG und ist in der Classic Remise in Düsseldorf eingelagert. Am 2. Oktober 1967 wurde der erste K 67 für den Straßenverkehr zugelassen.